# Richard Parkes Bonington
Pour les articles homonymes, voir Parkes et Bonington.

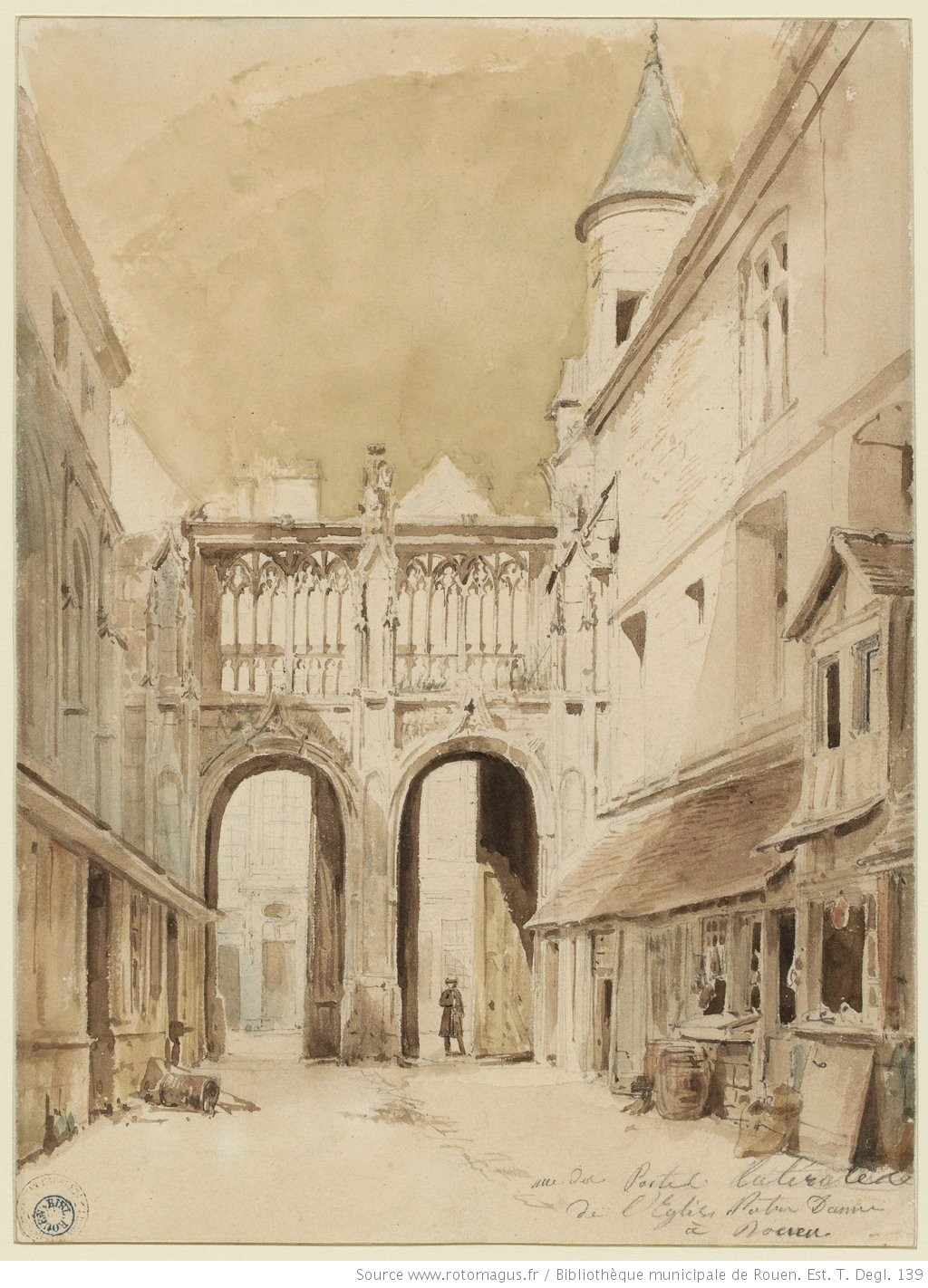
Rue du portail latéral de l'église Notre Dame à Rouen, Bibliothèques de Rouen, Rotomagus

Richard Parkes Bonington, né le 25 octobre 1802 près de Nottingham et mort le 23 septembre 1828 à Londres, est un peintre et lithographe britannique, il représente des paysages et marines avec une sensibilité romantique.
Malgré une carrière très brève, il est l'un des peintres anglais les plus influents de son temps. Sa maîtrise technique issue des maîtres flamands et vénitiens, et son style résolument moderne s'expriment dans des œuvres aux saisissantes qualités atmosphériques, qui soutiennent la comparaison avec celles de Turner ou John Constable. La plus grande collection d'œuvres de Bonington est conservée à Londres à la Wallace Collection.

## Biographie
Richard Parkes Bonington est né dans le village d'Arnold, un faubourg de Nottingham en Angleterre. Son père est successivement geôlier, peintre, professeur de dessin, puis fabricant de dentelle, sa mère institutrice. Bonington s'initie à l'aquarelle auprès de son père, et présente des peintures à Liverpool dès 1813.
En 1817, la famille de Bonington déménage à Calais, où son père installe un atelier de dentelle. Bonington prend alors des leçons auprès du peintre François Louis Thomas Francia. Cet aquarelliste professionnel réputé lui enseigne la peinture anglaise, et particulièrement le paysage sur le motif à l'aquarelle, style le plus progressiste de l'époque, qui s'oppose aux traditions et règles académiques.

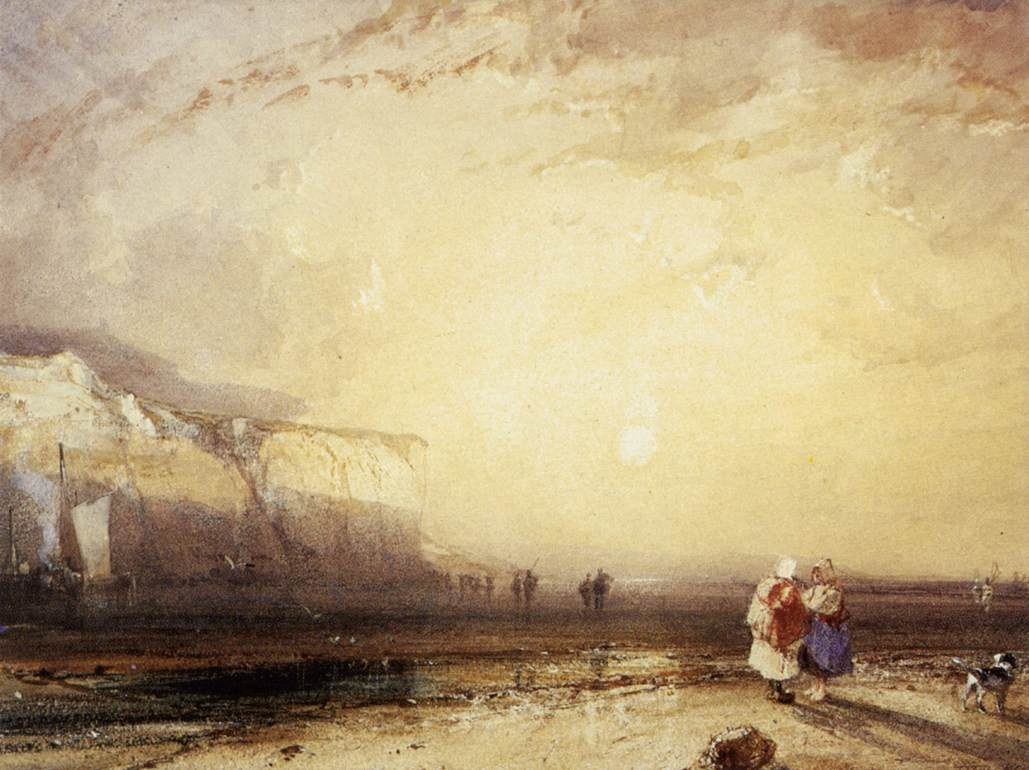
Coucher de soleil dans le Pays de Caux (1828), Londres, Wallace Collection.

En 1818, la famille emménage à Paris dans une boutique de dentelle. Il y rencontre pour la première fois le peintre Eugène Delacroix, qui devient plus tard son ami. Bonington copie des paysages hollandais et flamands du musée du Louvre. En avril 1819, il entre dans l'atelier du baron Antoine-Jean Gros à l'École des beaux-arts de Paris, un pédagogue épris de la tradition davidienne et de la peinture vénitienne. À la suite de nombreuses brouilles avec son maître, et peut-être un manque d'intérêt pour l'érudition et le style artistique exigé des élèves, Bonington abandonne la préparation aux diplômes en septembre 1821.
Durant cette période parisienne, Bonington habite avec son condisciple Paul Huet (1803-1869), et commence ses esquisses d'après nature, lors d'excursions dans les faubourgs de la capitale et dans les campagnes environnantes. En 1821, il voyage en Normandie pour peindre les paysages côtiers, motif de prédilection de la peinture naturaliste, motif ignoré des peintres français. Il commence également un travail de lithographie en illustrant des ouvrages du Voyages pittoresques et romantiques dans l'ancienne France du baron Taylor, et ses propres séries architecturales Restes et Fragments, lors d'un voyage à Rouen, puis plus tard à Dunkerque (1824). Il exécute une suite remarquable, «La Petite Normandie», soit dix planches originales lithographiées.
Ses premières peintures sont exposées au Salon de Paris de 1822. Au Salon de 1825, il reçoit de Charles X une médaille d'or, tout comme John Constable et Anthony Vandyke Copley Fielding[réf. nécessaire]. Ses œuvres sont de plus en plus appréciées et recherchées des collectionneurs, voire plus tard imitées, l'aquarelle anglaise connaissant alors un grand succès en France. Il exposa également en 1827 et 1828 au Salon de la Royal Academy de Londres.
Réalisant des aquarelles pour des collectionneurs attentifs, ou bien des esquisses préparatoires pour ses lithographies, Bonington débute dès 1821 une carrière d'artiste voyageur. Durant les années suivantes, il chemine à travers l'Europe, s'installant pendant quelques mois dans une ville et revenant régulièrement à Paris ou Londres pour vendre ses toiles. Il peint les côtes de Dunkerque (1824), les ruines moyenâgeuses de l'Écosse (1825) ou des abbayes de l'Angleterre (1825, 1827, 1828), jusqu'à la lumineuse Italie et spécialement Venise (1826).
Bonington meurt de la tuberculose le 23 septembre 1828, au 29 de la rue Tottenham à Londres, à l'âge de 25 ans. Ses cendres furent déposées en 1837 au cimetière de Kensal Green.

## Réception critique
« À mon avis, on peut trouver dans d'autres artistes modernes des qualités de force ou d'exactitude dans le rendu supérieures à celles des tableaux de Bonington, mais personne dans cette école moderne, et peut-être avant lui, n'a possédé cette légèreté dans l'exécution, qui, particulièrement dans l'aquarelle, fait de ses ouvrages des espèces de diamants dont l'œil est flatté et ravi, indépendamment de tout sujet et de toute imitation. » — Eugène Delacroix, lettre à Théophile Thoré datée du 30 novembre 1861.

## Œuvres
- Canal traversant un village, 1ère moitié du 19e siècle, huile sur toile, 33,8 x 25,7, Reims, musée des Beaux-Arts
- Marché au poisson à marée basse (1820-1821), lavis, Paris, musée du Louvre
- Au bord de la mer, le soir (1822), Québec, Musée national des beaux-arts du Québec[8]
- Portrait de jeune homme, (1823), Épinal, musée départemental d'art ancien et contemporain
- Vue des côtes normandes, (1823), huile sur toile, 46 × 38 cm, Paris, musée du Louvre[9]
- La Jetée à Calais, (1823-1824), huile sur bois, 29 × 34 cm, New Haven, Centre d'art britannique de Yale
- Bateaux près de la côte de Normandie  (1823-1824), huile sur toile, 33 × 46 cm, Musée de l'Ermitage, Saint-Petersbourg[10]
- Vue de la côte française (1824), 65 × 96 cm, Nottingham, Collection privée
- La Seine à Mantes, (1824), New York, Metropolitan Museum of Art
- Une plage, (vers 1824), huile sur toile, 14,5 × 22,5 cm, Montpellier, musée Fabre
- Cours d´eau, effet du matin, (vers 1824), huile sur bois, 13,5 × 22,5 cm, Montpellier, musée Fabre
- Le Chariot, paysage, (1825), Ottawa, musée des beaux-arts du Canada
- Dans la forêt de Fontainebleau (vers 1825), Huile sur carton, 32 × 24 cm, Centre d'art britannique de Yale[11]
- Anne Page et Slender (vers 1825), huile sur toile, 46 × 38 cm, Wallace Collection, Londres[12]
- Une bruyère, (vers 1825-1826), huile sur toile, 27 × 35 cm, Montpellier, musée Fabre
- Place du Molard, Genève, (1826), Londres, Victoria and Albert Museum
- Bologne (1826), Paris, musée du Louvre
- Une Rue à Vérone, (1826), Londres, Victoria and Albert Museum
- Paysage d'Italie, (1826), Galerie nationale d'Écosse
- Vue de Venise. Le quai des Esclavons et le palais des Doges (1826), 41 × 55 cm, Paris, musée du Louvre[13]
- Sur l'Adriatique, la lagune près de Venise, (1826), huile sur carton, 30 × 43 cm, Paris, musée du Louvre[14]
- François Ier, Charles Quint et la duchesse d’Étampes, Paris, musée du Louvre
- Boccadasse, Gênes avec le monte Fasce en arrière-plan (1826), huile, 26 × 33 cm, Fitzwilliam Museum, Cambridge[15]
- Bateaux de pêche dans un port, gravure, 16 x 21 cm, Gray (Haute-Saône), musée Baron-Martin
- Enfant en prière (vers 1827), huile sur carton, 36 × 28 cm, Wallace Collection, Londres[16]

Dates non documentées
- Le Retour de la pêche, pierre noire, aquarelle, 16 × 24 cm, Musée du Louvre, Paris[17]
- Notre Dame d’Amiens, du port d’amont, Abbaye de Flaran, Collection Simonow[18]

Œuvres de Richard Parkes Bonington
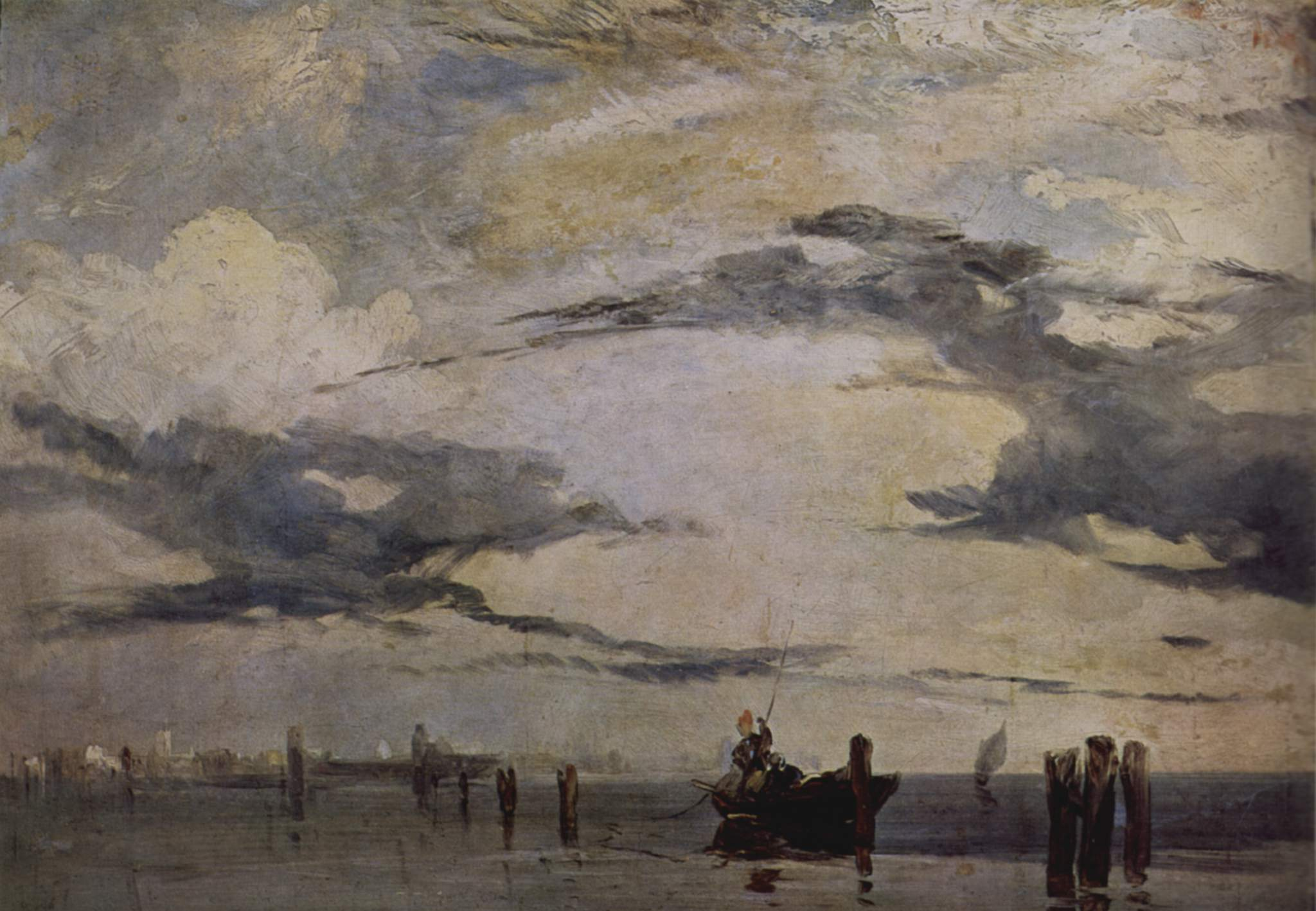
La Côte adriatique (vers 1820), Paris, musée du Louvre.
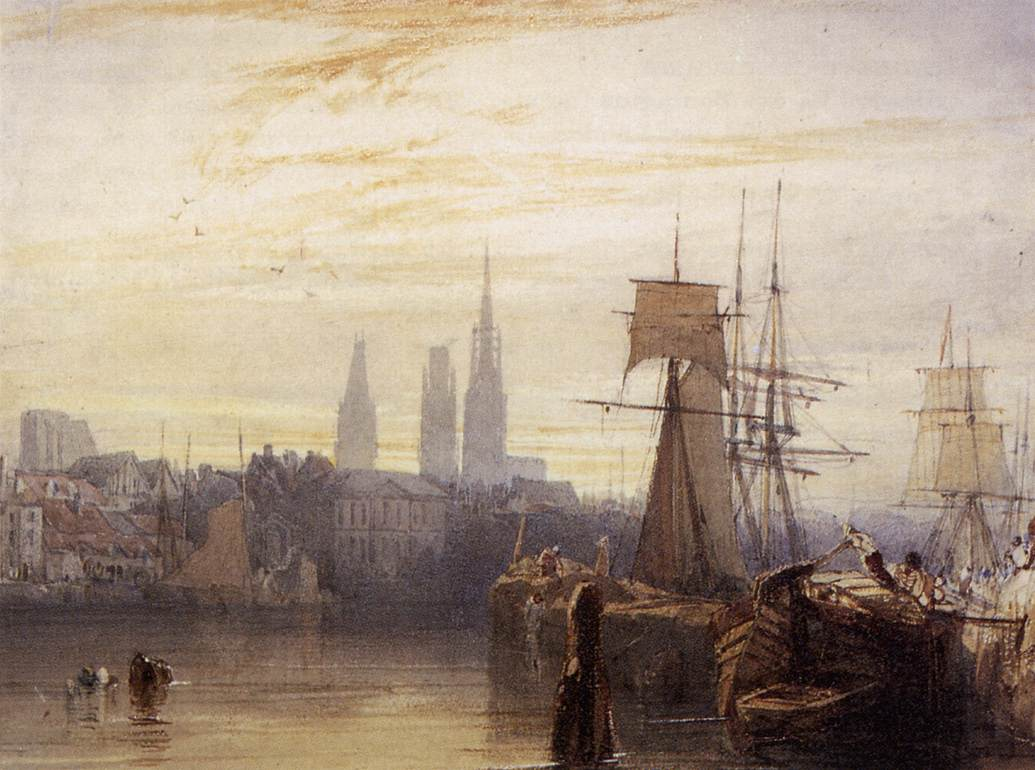
Rouen (1825), Londres, Wallace Collection.
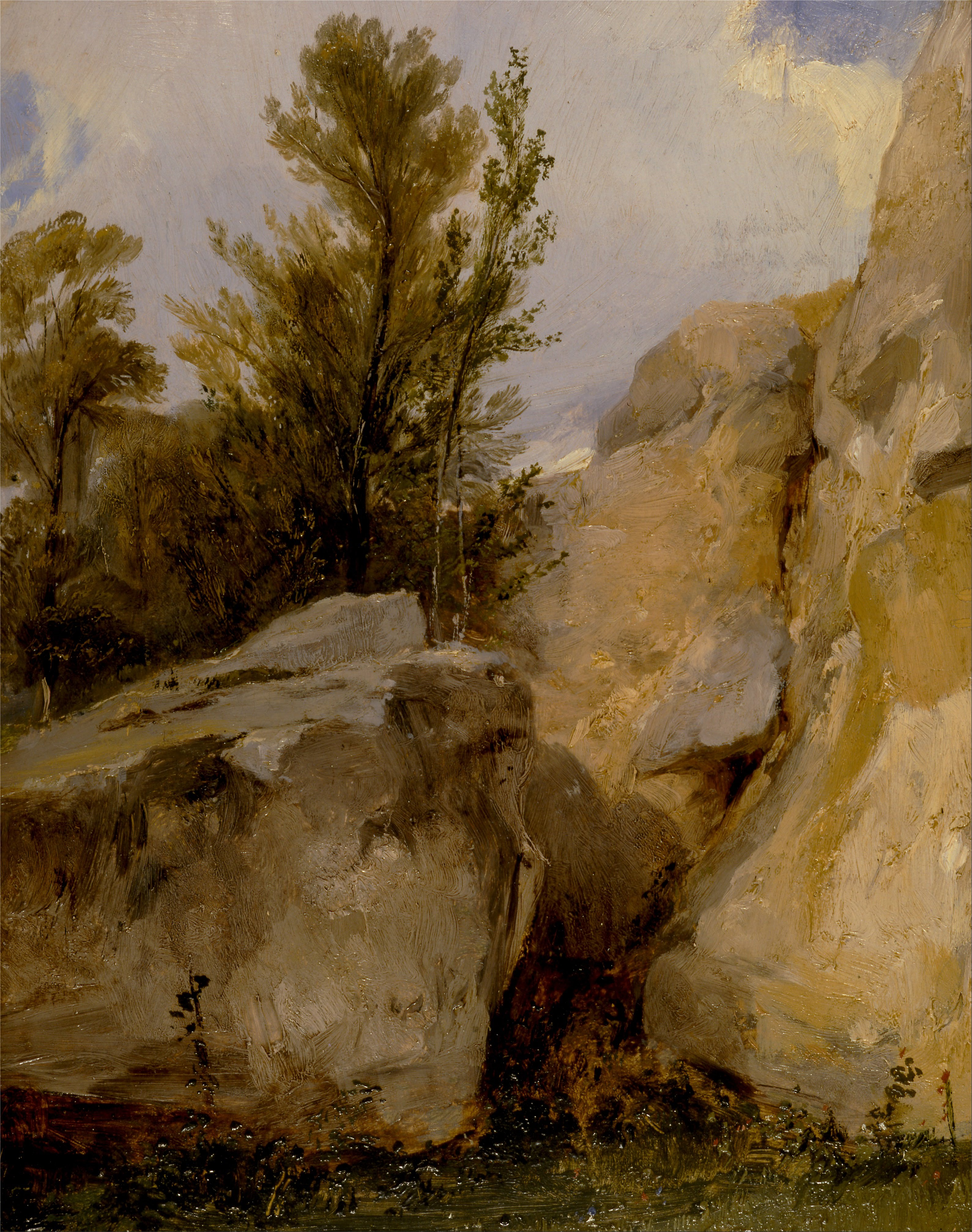
Dans la Forêt of Fontainebleau (vers 1825), Centre d'art britannique de Yale.
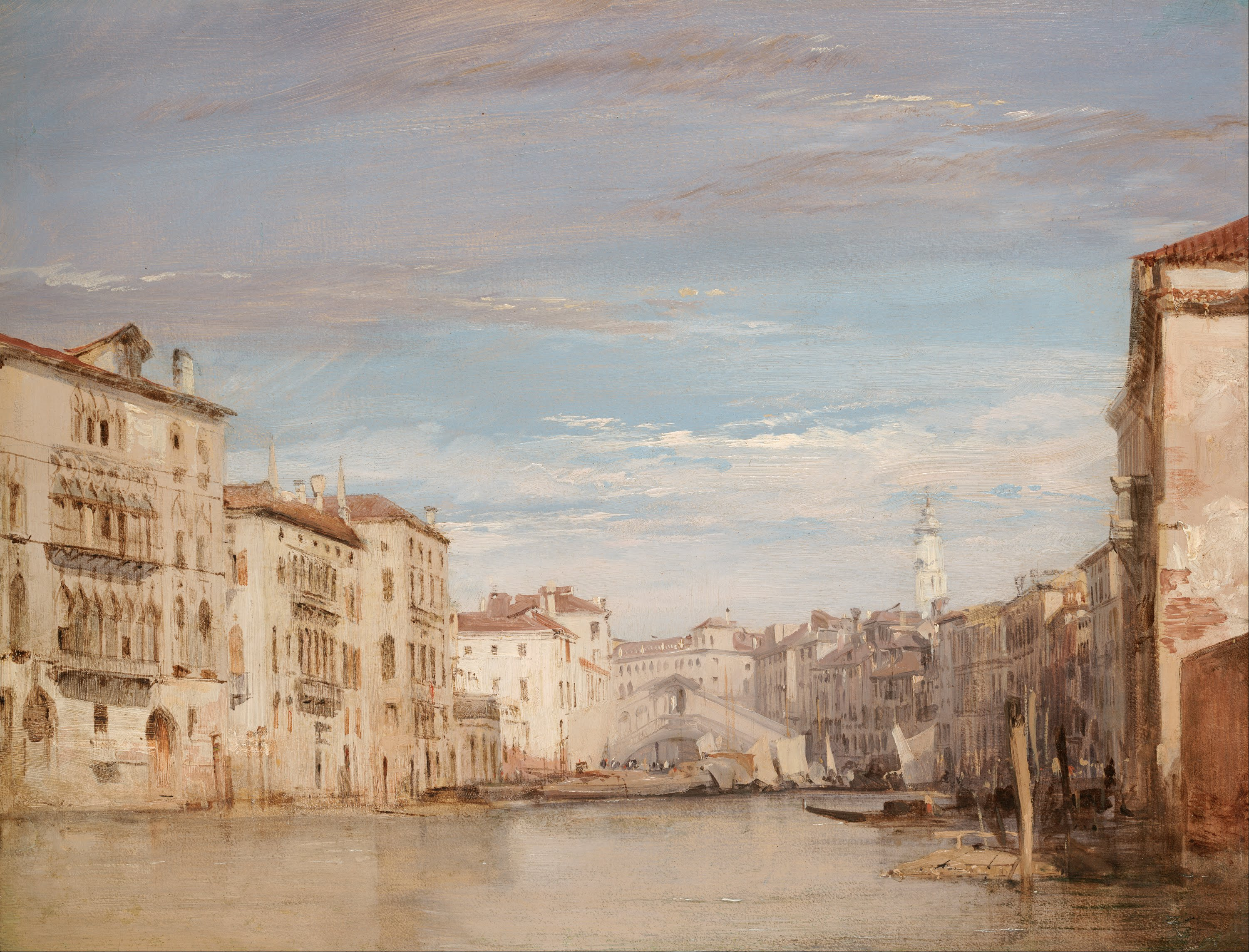
Le Grand Canal, Venise, vu vers le Rialto (1826), Fort Worth, musée d'art Kimbell.
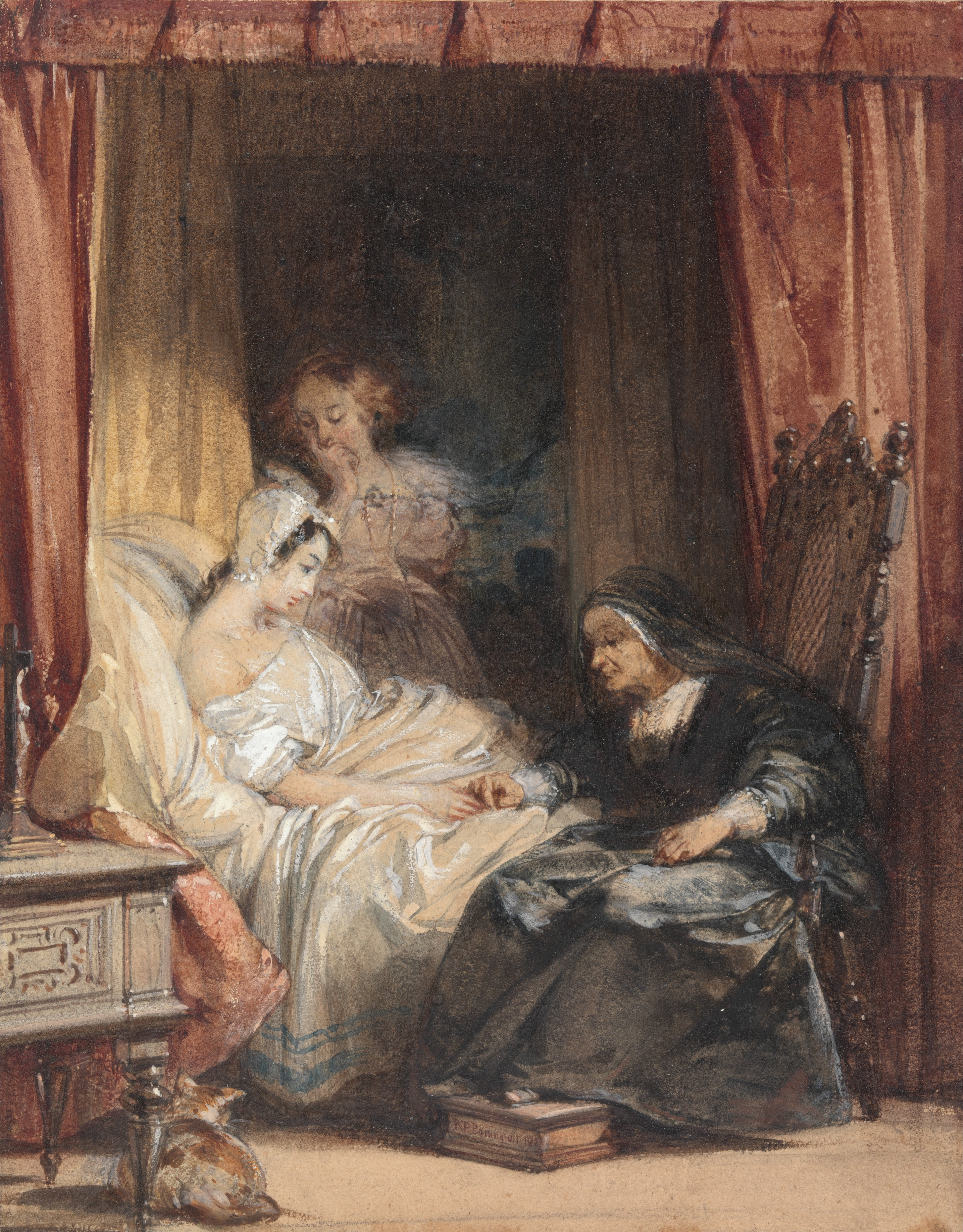
L'Usage des larmes (1827), Centre d'art britannique de Yale.
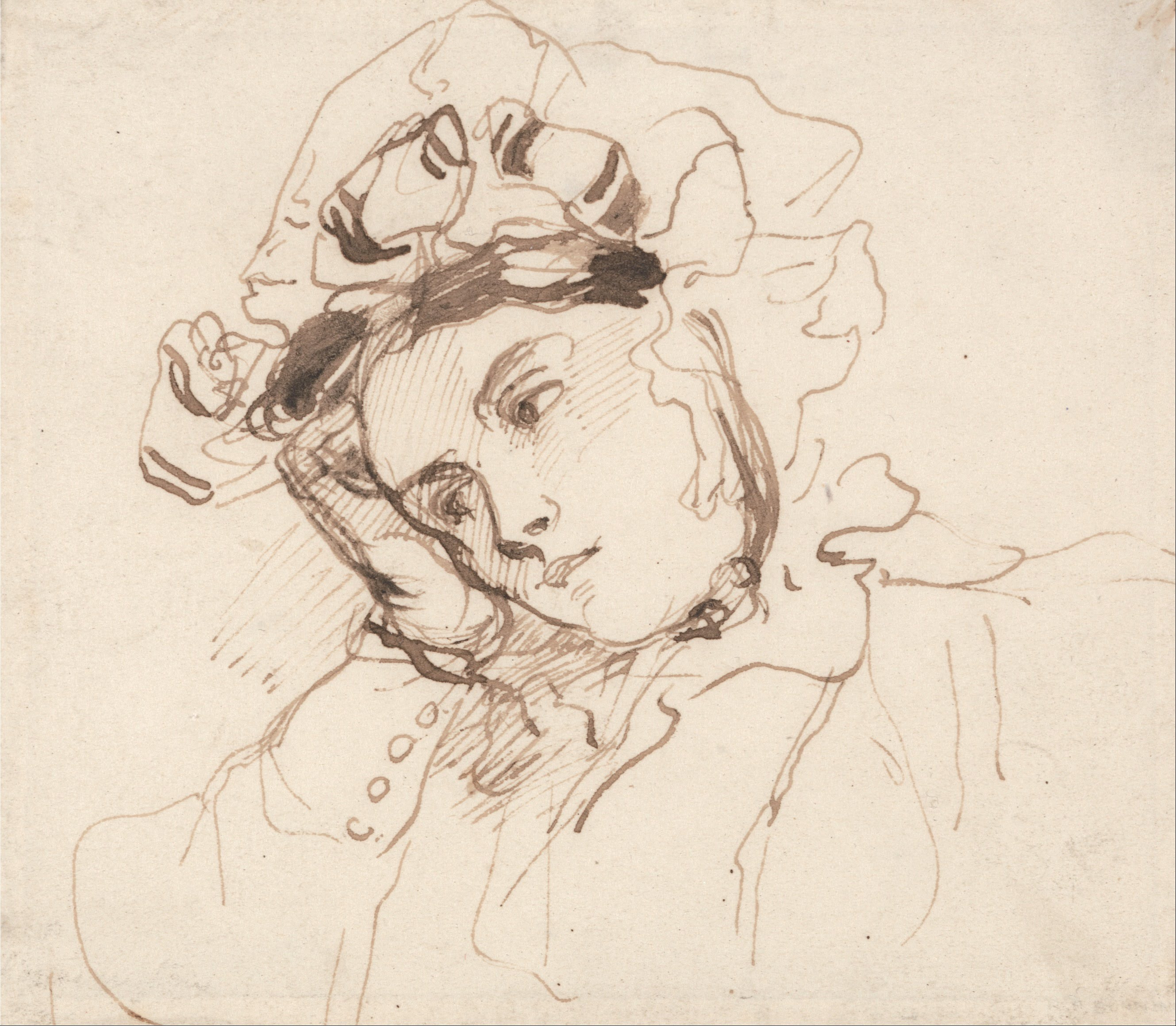
Étude de femme, la tête sur la main, Centre d'art britannique de Yale.

### Iconographie
- Margaret Carpenter, Richard Parkes Bonington (vers 1827-1830), Londres, National Portrait Gallery